# ARJ
ARJ — файловий архіватор. Розроблений Робертом К. Джангом (англ. Robert K. Jung). Походження назви ARJ: Archiver Robert Jung. ARJ версії 1.00 вийшов у лютому 1991 р. під ліцензією shareware.
ARJ-компресія подібна до PKZIP 1.02.
Існує також версія ARJ з відкритим початковим кодом, доступна під понад десятком операційних систем, включаючи DOS, 16- і 32-розрядні версії Windows і OS/2, різні варіанти UNIX і Linux. Існує також версія Russian NLV, яка дозволяє захищати архіви з допомогою шифрування алгоритмом GOST.

## Командний рядок
Формат командного рядка ARJ наступний:
```
arj команда архів файл(и) ключі
```

Основні команди:
```
a - додати в архів;
u - додати в архів, оновлюючи файли, які вже існують, якщо їх час змінився, і додаючи відсутні;
f - те саме, але файли, які відсутні, не додаються;
l - вивести вміст архіву;
e - розпакувати в поточний каталог;
x - розпакувати зі шляхами.
```

Повніший список команд можна отримати за допомогою ключа /? (справедливо для MS DOS і Win32-версій).
Формат командного рядка запозичений з архіватора ARC від System Enhancements, що з'явився в 1985 році.
Подібний формат командного рядка мають програми 7-Zip, RAR та багато інших консольних архіваторів.